# Comfort
Comfort är ett sköljmedel som produceras av det nederländska företaget Unilever. Produkten lanserades 1969 som det första sköljmedlet i Storbritannien. I dag finns sköljmedlet i en mängd olika dofter och varianter.